# Ana Gallay
Ana María Gallay (Nogoyá, 16 gennaio 1986) è una giocatrice di beach volley argentina.

## Palmarès

### Giochi panamericani
- 1 medaglia:
  - 1 oro (Toronto 2015)